# Yaqui (rivier)
De Yaqui is een rivier in Sonora, in het noorden van Mexico. Met een lengte van 554 kilometer is het een van de belangrijkste rivieren van het noorden van het land.
De rivier ontspringt in de Westelijke Sierra Madre en mondt uit in de Golf van Californië in de buurt van Guaymas. De rivier speelt een belangrijke rol in de economie van Sonora. De Yaqui bevloeit de Yaquivlakte, dat daardoor een vruchtbaar gebied in het verder dorre Sonora is, en levert elektriciteit door middel van het Álvaro Obregonstuwmeer, het Plutarco Elías Callesstuwmeer en het Lázaro Cárdenasstuwmeer. De Yaqui dankt haar naam aan de Yaqui-indianen die in haar stroomgebied leven.